# Charles Samuel Bovy-Lysberg

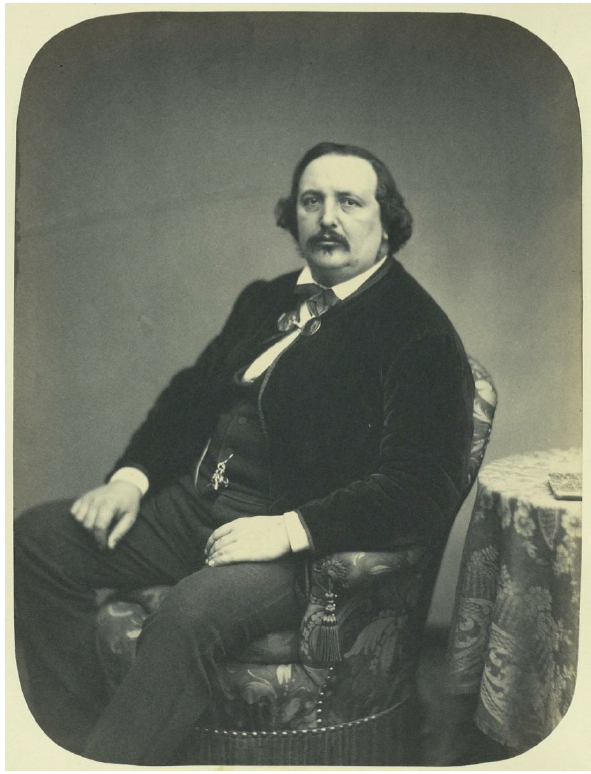
före 1857 (från samlingarna i Genèves bibliotek)

Charles Samuel Bovy-Lysberg, född 1 maj 1821 i Genève, död där 14 februari 1873, var en schweizisk tonsättare och pianist. 
Bovy-Lysberg var Frédéric Chopins elev och lärare vid musikkonservatoriet i Genève. Han skrev bland annat etyder, en romantisk sonat och en opera (La fille du carillonneur, 1854), men är mest känd genom sina salongsstycken för piano (däribland Le réveil des oiseaux och Le chant du rouet).